# Ladislav Dluhoš
Ladislav Dluhoš (Čeladná, 6 ottobre 1965) è un ex saltatore con gli sci ceco, vincitore di varie medaglie iridate. Per gran parte della carriera, prima della dissoluzione della Cecoslovacchia (1992), ha gareggiato per la nazionale cecoslovacca.

## Biografia
In Coppa del Mondo esordì il 14 gennaio 1984 a Harrachov (4°) e ottenne il primo podio il 9 febbraio 1985 a Sapporo (2°).
In carriera prese parte a tre edizioni dei Giochi olimpici invernali, Sarajevo 1984 (12° nel trampolino lungo), Calgary 1988 (14° nel trampolino normale, 14° nel trampolino lungo, 4° nella gara a squadre) e Lillehammer 1994 (non classificato nel trampolino normale, 30° nel trampolino lungo, 7° nella gara a squadre), a cinque dei Campionati mondiali, vincendo due medaglie, e a tre dei Mondiali di volo (4° a Tauplitz 1986 il miglior piazzamento).

## Palmarès

### Mondiali
- 2 medaglie:
  - 2 bronzi (gara a squadre a Sarajevo/Rovaniemi/Engelberg 1984; gara a squadre a Lahti 1989)

### Coppa del Mondo
- Miglior piazzamento in classifica generale: 10º nel 1986
- 6 podi (tutti individuali):
  - 3 secondi posti
  - 3 terzi posti